# Französisch-Italienisches Abkommen
Das Französisch-Italienische Abkommen (Laval-Mussolini-Pakt) wurde am 7. Januar 1935 in Rom vom französischen Außenminister Pierre Laval und dem italienischen Regierungschef Benito Mussolini unterzeichnet. Es bestand aus mehreren zum Teil geheimen Protokollen, die zahlreiche Bereiche der gegenseitigen politischen und wirtschaftlichen Beziehungen betrafen.
Seine Bedeutung bestand zum einen in der Eröffnung der Möglichkeit einer französisch-italienischen Allianz zur Eindämmung deutscher Expansionsbestrebungen im Gefolge der deutsch-italienischen Entfremdung nach dem Dollfuß-Putsch und der Konkurrenzbeziehung zwischen Mussolini und Hitler. Zum anderen diente es der Vorbereitung des italienischen Krieges gegen Äthiopien. Hierzu verzichtete Italien auf Ansprüche in Tunesien, während Frankreich Italien u. a. durch Zugeständnisse in Französisch-Somaliland passive Hilfestellung zur italienischen Kolonialisierung Äthiopiens leistete.
Italiens Armee griff am 3. Oktober 1935 tatsächlich Äthiopien an und konnte das Land binnen weniger Monate niederwerfen und annektieren. Das Abkommen blieb in Bezug auf die geplante Eindämmung Deutschlands hingegen folgenlos, da die britische Regierung sich nicht mit Frankreich gegen Deutschland verbündete (→ deutsch-britisches Flottenabkommen) und Mussolini 1936 einen Freundschaftsvertrag mit Deutschland schloss (→ Achse Berlin-Rom).